# Jakub Major
Jakub Major (ur. 1872 w Krakowie, zm. 1948 tamże) – polski rolnik, społecznik i samorządowiec.

## Życiorys
Urodził się w 1872 w Krakowie. Był rolnikiem i mistrzem murarskim, członkiem rady gminy oraz wójtem Prądnika Czerwonego. Był członkiem delegacji, która w 1906 podpisała z miastem Kraków umowę, na mocy której Prądnik Czerwony został w 1910 przyłączony do Krakowa.
Posiadał dom i pole przy ulicy Dobrego Pasterza, przy której własnym nakładem środków położył pierwszy chodnik. Po I wojnie światowej zajmował się biednymi dziećmi – organizując dla nich dożywianie i odzież. Zmarł w 1948 w Krakowie.

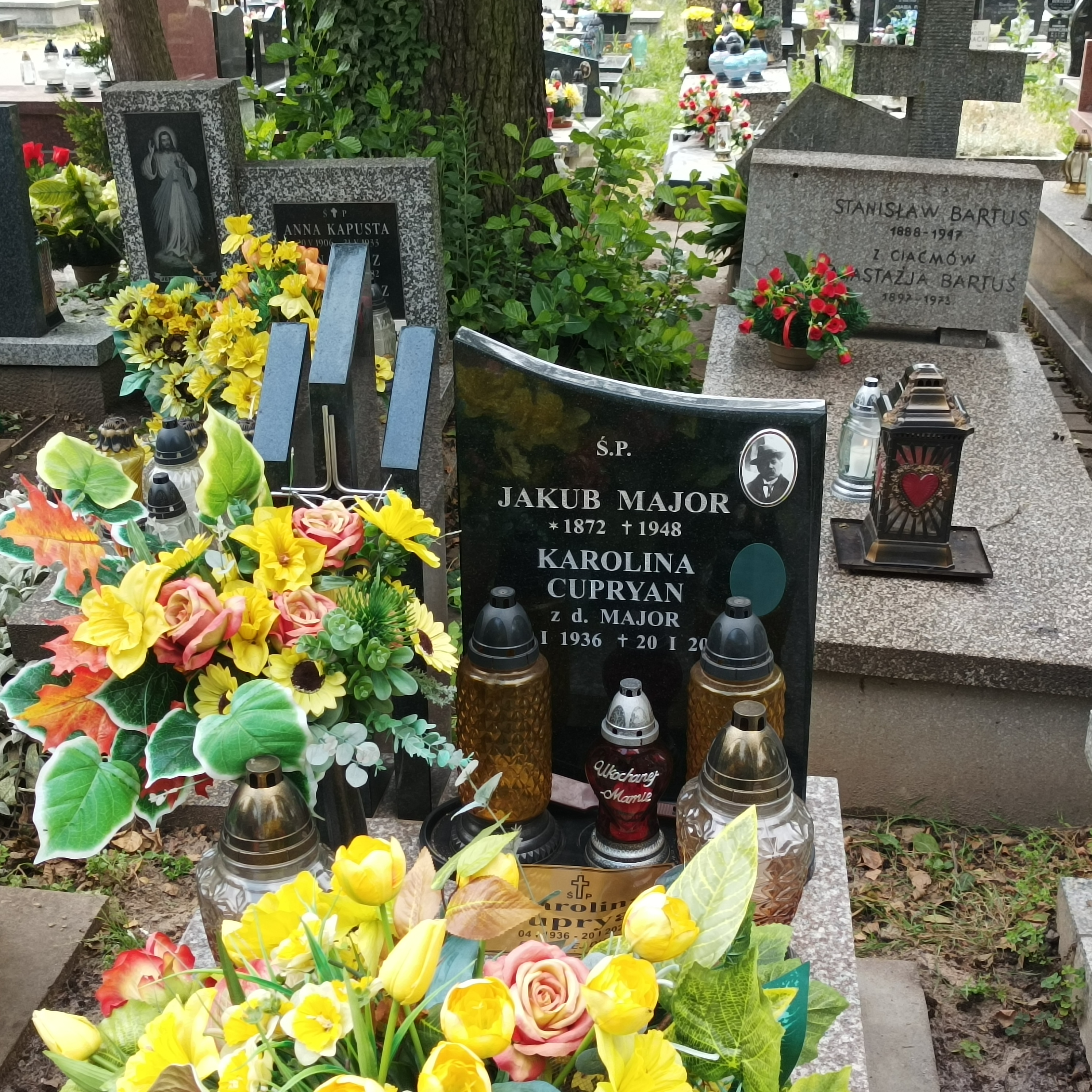
Grób Jakuba Majora na cmentarzu Prądnik Czerwony

## Upamiętnienie
W Krakowie, na Prądniku Czerwonym znajduje się ulica jego imienia.